# دارکوب جامائیکایی
دارکوب جامائیکایی (نام علمی: Melanerpes radiolatus) نام یک گونه از تیره دارکوب است.